# Wagram, North Carolina
Wagram är en ort i Scotland County i delstaten North Carolina, USA.